# Série mondiale 1976

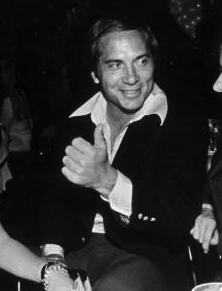
Johnny Bench, des Reds de Cincinnati, est le joueur par excellence de la Série mondiale.

La Série mondiale 1976 est la 73e série finale des Ligues majeures de baseball. Elle débute le 16 octobre 1976 et se termine le 21 octobre suivant par une victoire, quatre parties à zéro, des champions de la Ligue nationale, les Reds de Cincinnati, sur les champions de la Ligue américaine, les Yankees de New York.
Il s'agissait de la première Série mondiale où la règle du frappeur désigné, adopté par la Ligue américaine trois ans plus tôt, était appliquée. Le second match, joué à Cincinnati, est la première partie de Série mondiale de l'histoire à être jouée en soirée. Johnny Bench, des Reds de Cincinnati, est le joueur par excellence de la Série mondiale 1976.
Avec ce titre et celui remporté en 1975, les Reds sont à ce jour la dernière équipe de la Ligue nationale à gagner la Série mondiale deux années de suite. Ils triomphent des Yankees après avoir battu Philadelphie en 3 parties consécutives en Série de championnat, ce qui fait des Reds de 1976 la seule équipe de l'histoire invaincue en séries éliminatoires.

## Déroulement de la série

### Calendrier des rencontres
| Match | Date       | Visiteur            | Hôte                | Score |
| ----- | ---------- | ------------------- | ------------------- | ----- |
| 1     | 16 octobre | Yankees de New York | Reds de Cincinnati  | 1 - 5 |
| 2     | 17 octobre | Yankees de New York | Reds de Cincinnati  | 3 - 4 |
| 3     | 19 octobre | Reds de Cincinnati  | Yankees de New York | 6 - 2 |
| 4     | 21 octobre | Reds de Cincinnati  | Yankees de New York | 7 - 2 |

### Match 1
Samedi 16 octobre 1976 au Riverfront Stadium, Cincinnati, Ohio.
| Yankees de New York | 0 | 1 | 0 | 0 | 0 | 0 | 0 | 0 | 0 | 1 | 5  | 1 |
| Reds de Cincinnati | 1 | 0 | 1 | 0 | 0 | 1 | 2 | 0 | X | 5 | 10 | 1 |
| Lanceurs partants : NYY : Doyle Alexander CIN : Don Gullett Vic. : Don Gullett (1-0) Déf. : Doyle Alexander (0-1) HRs: CIN : Joe Morgan (1) |   |   |   |   |   |   |   |   |   |   |    |   |

### Match 2
Dimanche 17 octobre 1976 au Riverfront Stadium, Cincinnati, Ohio.
| Yankees de New York                                                                                                 | 0 | 0 | 0 | 1 | 0 | 0 | 2 | 0 | 0 | 3 | 9  | 1 |
| Reds de Cincinnati                                                                                                  | 0 | 3 | 0 | 0 | 0 | 0 | 0 | 0 | 1 | 4 | 10 | 0 |
| Lanceurs partants : NYY : Catfish Hunter CIN : Fred Norman Vic. : Jack Billingham (1-0) Déf. : Catfish Hunter (0-1) |   |   |   |   |   |   |   |   |   |   |    |   |

### Match 3
Mardi 19 octobre 1976 au Yankee Stadium, New York, NY.
| Reds de Cincinnati | 0 | 3 | 0 | 1 | 0 | 0 | 0 | 2 | 0 | 6 | 13 | 2 |
| Yankees de New York | 0 | 0 | 0 | 1 | 0 | 0 | 1 | 0 | 0 | 2 | 8  | 0 |
| Lanceurs partants : CIN : Pat Zachry NYY : Dock Ellis Vic. : Pat Zachry (1-0) Déf. : Dock Ellis (0-1) Sauv. : Will McEnaney (1) HRs : CIN : Dan Driessen (1) NYY : Jim Mason (1) |   |   |   |   |   |   |   |   |   |   |    |   |

### Match 4
Jeudi 21 octobre 1976 au Yankee Stadium, New York, NY.
| Reds de Cincinnati | 0 | 0 | 0 | 3 | 0 | 0 | 0 | 0 | 4 | 7 | 9 | 2 |
| Yankees de New York | 1 | 0 | 0 | 0 | 1 | 0 | 0 | 0 | 0 | 2 | 8 | 0 |
| Lanceurs partants : CIN : Gary Nolan NYY : Ed Figueroa Vic. : Gary Nolan (1-0) Déf. : Ed Figueroa (0-1) Sauv. : Will McEnaney (2) HRs : CIN : Johnny Bench (2, 3) |   |   |   |   |   |   |   |   |   |   |   |   |